# Alfvénovy vlny
Alfvénovy vlny jsou anizotropní magnetoakustické vlny (magnetozvukové vlny), pojmenované po Hannesi Alfvénovi. Šíří se ionizovaném prostředí (plazmatu) za přítomnosti magnetického pole.

## Podobnost se zvukovými vlnami
Alfvénovy vlny jsou analogií zvukových vln. Zvuk se ale plazmatem šíří mnohem komplikovaněji než v běžném prostředí.Vlna se šíří anizotropně, a to ve třech vlnoplochách (rychlé, pomalé a Alfvénově). Dochází k přelévání energie vibrujících iontů mezi kinetickou energií částic, tlakovou energií látky (chaotickou složkou) a energií magnetického pole.
Dají se přirovnat k práskání bičem na Zemi. Ostrý zvuk, který slyšíme, je výsledek energie, která je přenášena rychle se pohybující špičkou biče ve vzduchu. Stejný proces funguje i u Alfvenových vln, které "praskají" v koróně Slunce.

## Alfvenovy vlny a Slunce
Rychle se pohybující Alfvenovy vlny proudí podél magnetických silokřivek (příčných strun) a vynášejí energii v podobě zvukových vln z povrchu Slunce až vysoko do koróny.

## Alfvénova rychlost
Při Alfvénově vlně dochází k příčnému rozvlnění magnetických silokřivek a k přenosu energie zvukové vlny podél silokřivek tzv. Alfvénovou rychlostí
{\displaystyle v_{A}={\frac {B}{\sqrt {\mu _{0}\rho }}}}
kde B je magnetická indukce, ρ hustota plazmatu a μ permeabilita. V izotropním a homogenním materiálu jde o jediné číslo, v komplikovanějších materiálech o tenzor (matici) koeficientů.

## Historie
Alfvénovy vlny byly roce 1971 prokázány ve slunečním větru a tím pádem byla předložena teorie ohřívání koróny energií z rozpadu akustických vln vystupujících
z nitra Slunce.
V roce 2007 tým vědců Hinode, který vedl Bart De Pontieu (Lockheed-Martin), našel důkaz, že více Alfvenových vln přichází z chromosféry. Tyto Alfvenovy vlny nejsou exportovány jety ale spíše turbulentním pohybem uvnitř samotné chromosféry. Cirtain tvrdí: „Pokud spojíme všechny Alfvenovy vlny dohromady, ty z chromosféry plus ty z rentgenových jetů, tak to může být dost, aby se vyřešila záhada ohřevu koróny.“